# Euplectellidae
Famille
Les Euplectellidae constituent une famille d'éponges, de l'ordre des Lyssacinosida (éponges de verre).

## Liste des genres et familles
Selon World Register of Marine Species (22 juin 2015) :

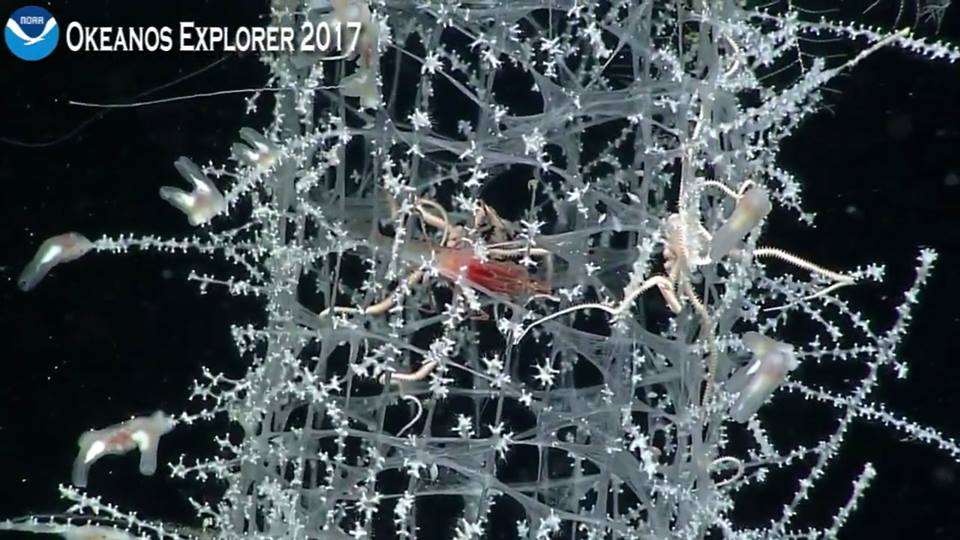
Une probable Euplectella observée dans les abysses au large des îles Samoa. On voit une crevette symbiotique, mais aussi des cténophores benthiques et ophiures commensaux.

- sous-famille Bolosominae Tabachnick, 2002
  - genre Advhena Castello-Branco, Collins & Hajdu, 2020
  - genre Amphidiscella Tabachnick & Lévi, 1997
  - genre Bolosoma Ijima, 1904
  - genre Caulocalyx Schulze, 1886
  - genre Hyalostylus Schulze, 1886
  - genre Neocaledoniella Tabachnick & Lévi, 2004
  - genre Rhizophyta Shen, Dohrmann, Zhang, Lu & Wang, 2019
  - genre Saccocalyx Schulze, 1896
  - genre Trachycaulus Schulze, 1886
  - genre Vityaziella Tabachnick & Lévi, 1997
- sous-famille Corbitellinae Gray, 1872
  - genre Atlantisella Tabachnick, 2002
  - genre Corbitella Gray, 1867
  - genre Dictyaulus Schulze, 1896
  - genre Dictyocalyx Schulze, 1886
  - genre Hertwigia Schmidt, 1880
  - genre Heterotella Gray, 1867
  - genre Ijimaiella Tabachnick, 2002
  - genre Pseudoplectella Tabachnick, 1990
  - genre Regadrella Schmidt, 1880
  - genre Rhabdopectella Schmidt, 1880
  - genre Walteria Schulze, 1886
- sous-famille Euplectellinae Gray, 1867

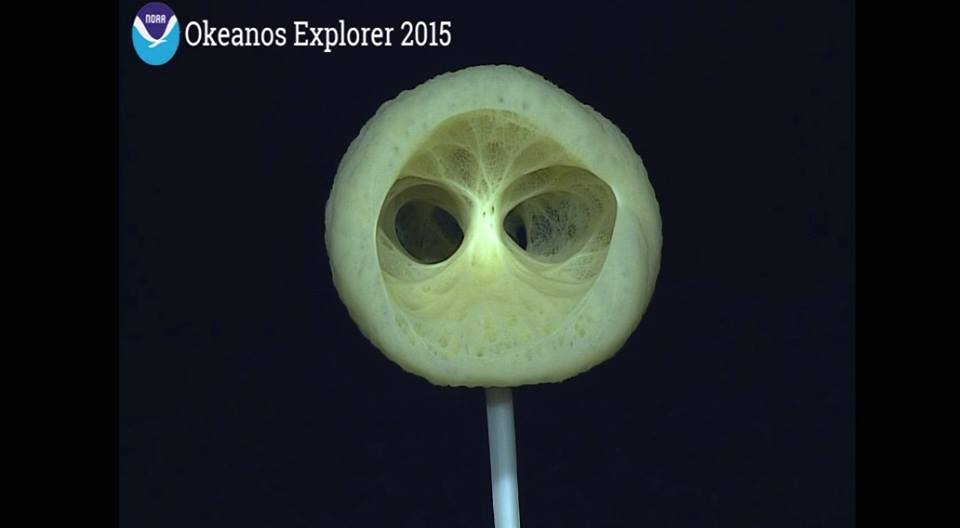
Advhena magnifica, une éponge abyssale à tige pouvant mesurer plusieurs mètres de haut.

  - genre Acoelocalyx Topsent, 1910
  - genre Chaunangium Schulze, 1904
  - genre Docosaccus Topsent, 1910
  - genre Euplectella Owen, 1841
  - genre Holascus Schulze, 1886
  - genre Malacosaccus Schulze, 1886
  - genre Placopegma Schulze, 1895